# 内海勝二

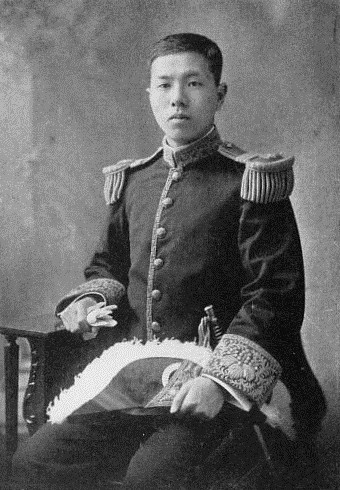
内海勝二

内海 勝二（うつみ かつじ、1887年（明治20年）1月3日 - 1967年（昭和42年）12月16日）は、大正から昭和期の実業家、華族。貴族院男爵議員、従三位。孫の貴子は朝香誠彦の妻。

## 経歴
男爵・内海忠勝の二男として東京都に生まれる。1912年（明治45年）に慶應義塾大学部政治科卒業後に渡米した。1905年（明治38年）2月22日、父の死去に伴い男爵を襲爵。
1919年（大正8年）内海化学研究所を設立して所長に就任。その他、発明協会評議員、国民工業学院評議員、慶應義塾評議員等を歴任し、東京民事地方裁判所調停委員となる。
1946年（昭和21年）5月11日、貴族院男爵議員に補欠選挙で当選し、公正会に所属し1947年（昭和22年）5月2日の貴族院廃止まで在任した。